# Vladimir Ikim
Vladimir Ikim, pe numele laic Vasili Ichim, (în rusă Владимир Иким; n. 1 februarie 1940, Vărzăreștii Noi, raionul Călărași, Republica Moldova) este un episcop al Bisericii Ortodoxe Ruse, mitropolit de Omsk  (din 2011).

## Biografie
S-a născut în satul Vărzăreștii Noi din județul Lăpușna, România interbelică (actualmente în raionul Călărași, R. Moldova), într-o familie de țărani. După absolvirea școlii medii, a intrat la seminarul din Odesa, absolvindu-l cinci ani mai târziu, în 1963. În 1959, chemarea la serviciul militar l-a obligat să părăsească studiile pentru un an. În anul absolvirii seminarului, a început studii teologice superioare la Academia Teologică din Moscova. În calitate de student al acesteia, la 27 iunie 1965, și-a făcut jurămintele perpetue la parohia Troițko-Sergheievski înaintea arhimandritului, Platon. La 1 august al aceluiași an, mitropolitul Krutițki și Pimen din Kolomna l-au rânduit ierodiacon. La 4 februarie 1966 a fost hirotonit preot de către episcopul Filaret de Dmitriev. Un an mai târziu, și-a finalizat cu succes studiile, obținând titlul de candidat la teologie.
În 1971 a fost promovat egumen. Șapte ani mai târziu, prin decizia Sfântului Sinod al Bisericii Ortodoxe Ruse, el a fost temporar delegat în jurisdicția Bisericii Ortodoxe Cehă și Slovacă ca preot paroh al parohiei etnice rusești la biserica din Karlovy Vary. După deschiderea în 1979 a reprezentanței oficiale a Patriarhiei Moscovei din același oraș, Vladimir, deja în calitate de arhimandrit, a devenit primul său conducător (a ocupat această funcție până la 27 mai 1988).
La 20 iunie 1990 a fost atribuit eparhiei Tașkentului și Asiei Centrale ca episcop ordinar. La 25 februarie 1991 a fost ridicat la demnitatea arhiepiscopului, iar la 25 februarie 2002, cea de mitropolit.
La 17 iunie 2010, în legătură cu izbucnirea conflictului etnic din Kârgâzstan, el a chemat toți cetățenii țării, inclusiv cei care constituie majoritatea musulmanilor, să oprească violența. Adresându-se adepților Islamului, el s-a referit la etica coranică.
La 27 iulie 2011, prin decizia Sfântului Sinod al Bisericii Ortodoxe Ruse, a fost transferat la Catedrala din Omsk.
În 2011, i s-a acordat ordinul kirghiz de „Danaker”.